# Carixena
Carixena (en llatí Charixena, en grec antic Χαριξένα) fou una poeta lírica grega que mencionen Eustaci i Aristòfanes, que la descriu amb una expressió que els escolis tradueixen com a "ximple i boja".
Es diu a l'Etymologicum Magnum que era flautista i cantant i una poeta eròtica. La seva època i lloc de naixement són desconeguts. S'ha interpretat que "poeta eròtica" vol dir que pertanyia a l'escola lírica d'Eòlia, i que les paraules d'Hesiqui d'Alexandria referides a ella, ἀρχαία οὖσα, ("viatgera antiga") volen dir potser que la seva època era molt primerenca.